# Циммерман, Фридрих
Фри́дрих Ци́ммерман (нем. Friedrich Zimmermann; 18 июля 1925, Мюнхен — 16 сентября 2012, Фильцмос) — немецкий политик, бывший министр внутренних дел и транспорта.

## Биография
В период Второй мировой войны Фридрих Циммерман в 1943—1945 служил в армии, достиг звания лейтенанта. В 1946 году в Мюнхене он изучал юриспруденцию и экономику, там же получил степень доктора права. С 1954 по 1954 годы Циммерман — чиновник в Баварии, но в 1963 году становится адвокатом.
В 1960 году Циммерман был уличён в лжесвидетельстве по «делу в баварском казино», но ответственности избежал ввиду медицинского заключения об ограниченной психической дееспособности.
Циммерман был католиком, был трижды женат, имел двоих детей.

## Политическая карьера
До 1945 года Циммерман состоял в НСДАП. В 1948, он вступил в Христианско-социальный союз (ХСС). К 1955 году он уже находился среди руководства партии, а с 1956 по 1963 году был генеральным секретарём ХСС. С 1963 по 1967 годы занимал должность партийного казначея в Баварии, с 1979 по 1989 годы был заместителем председателя ХСС.
Членом немецкого парламента он являлся с 1957 по 1990 годы.
В правительстве Гельмута Коля, с октября 1982 года Циммерман — министр внутренних дел. 21 апреля 1989 года в рамках внутриправительственной ротации кадров сместился на пост министра транспорта.
После парламентских выборов 1990 года ушёл в отставку 18 января 1991 года.